# جامعة كييف للقانون
جامعة كييف للقانون مؤسسة تعليم عالي أوكرانية، (بالأوكرانية: Ки́ївський університе́т пра́ва НАН Украї́ни) هي جامعة تقع في كييف عاصمة أوكرانيا. تأسست هذه الجامعة في سنة 1995